# Prémios Play 2019
Prêmios Play 2019  foi a edição de 2019 da premiação portuguesa Play - Prémios da Música Portuguesa, realizada pela RTP e a Vodafone.  

| Artista                    | Música                          |
| -------------------------- | ------------------------------- |
| Blaya                      | Faz Gostoso                     |
| Valas Raquel Tavares       | Estradas no céu                 |
| ProfJam                    | Água de Coco                    |
| Wet Bed Gang               | Devia Ir                        |
| Jorge Palma Sérgio Godinho | Portugal, Portugal Primeiro Dia |
| Expensive Soul             | Amar é que é preciso            |
| Amor Electro               | Miúda do Café                   |
| Ricardo Ribeiro            | No Teu Poema                    |
| Virgul                     | Difícil Demais                  |

## Nomeados

### Melhor Grupo
- Dead Combo - Vencedor
- Diabo na Cruz
- Linda Martini
- Wet Bed Gang

### Melhor Álbum Fado
- "Maria" de Carminho - Vencedor
- "Branco" de Cristina Branco
- "Sempre" de Katia Guerreiro
- "Sara Correia" de Sara Correia

### Melhor Artista Solo
- António Zambujo
- Blaya
- Dino d'Santiago - Vencedor
- Diogo Piçarra 

### Vodafone Canção do Ano
- "Faz Gostoso" de Blaya
- "Água de Coco" de ProfJam
- "Estradas no Céu" de Raquel Tavares ft Valas - Vencedor
- "Devia Ir" de Wet Bed Gang

### Melhor Álbum
- "Mariza" de Mariza
- "Do Avesso" de António Zambujo
- "Odeon Hotel" de Dead Combo
- "Mundo Nôbu" de Dino d'Santiago - Vencedor

### Artista Revelação
- Conan Osíris - Vencedor
- Papillon
- Sara Correia
- Selma Uamusse

### Melhor Videoclipe
- "Eu Avisei" de Blaya
- "Queque Foi" de Boss Ac
- "Amor em Tempo de Muros" de Pedro Abrunhosa - Vencedor
- "Água de Coco" de ProfJam

### Prémio Lusofonia
- "Se Eu Soubesse" de C4 Pedro
- "Din Din Din" de Ludmilla
- "Nada Mudou" de Matias Damásio - Vencedor
- "Nubian Queen" de Nelson Freitas

### Melhor Canção Internacional
- "No Tears Left To Cry" de Ariana Grande
- "God's Plan" de Drake
- "All The Stars" de Kendrick Lamar ft. SZA - Vencedor
- "In My Blood" de Shawn Mendes

### Melhor Artista Internacional
- Ariana Grande
- Cardi B
- Drake
- Kendrick Lamar - Vencedor

### Prémio da Crítica
- Dino d'Santiago

### Prémio Carreira
- Carlos Do Carmo